# Riccardo Mastrangeli
Riccardo Mastrangeli (Roma, 20 luglio 1960) è un politico italiano, sindaco di Frosinone dal 29 giugno 2022.

## Biografia
Nato a Roma il 20 luglio 1960, dopo la maturità classica all'istituto cistercense "San Bernardo" di Casamari, ha conseguito la laurea in farmacia all'Università "La Sapienza" nel 1982.
Ha aderito a Forza Italia nel 1994 ed è stato eletto alla Camera dei deputati per la XII legislatura.
Nel 1998 è stato eletto per la prima volta al consiglio comunale di Frosinone, mentre dal 2012 è assessore alle finanze e al bilancio. Alle amministrative del 2022 è il candidato ufficiale della coalizione di centro-destra per la carica di sindaco di Frosinone. Dopo avere ottenuto il 49,26% al primo turno, accede al ballottaggio contro il candidato del centro-sinistra Domenico Marzi ed è eletto sindaco con il 55,32% dei voti.
Nel novembre del 2022 ha deciso di puntare alla presidenza della provincia di Frosinone, sostenuto principalmente dalla Lega ma non da Fratelli d'Italia e da Forza Italia. Il risultato è negativo, risultando terzo tra i tre candidati.